# ミリミル
ミリミル（アフリカーンス語: Hupfu、mealies）とはトウモロコシから作られた粗い穀粉である。コーンフラワーやコーンスターチよりもはるかに粗く、元々はポルトガル人が、アメリカ大陸からアフリカにトウモロコシを持ち込んだものであった。ミリミルという言葉は、ポルトガル語のmilho（日本語: トウモロコシ）に由来する。
元々は、グレート・トレックの際にフォールトレッカーズたちが食べていた食品であったが、冷蔵せずに保存できること、安価でどこでも販売されていることから、現在では南アフリカ共和国の主食となっている。南アフリカ共和国、モザンビーク、レソト、エスワティニ、ザンビア、ジンバブエ、マラウィ、ボツワナなど南部アフリカの多くの地域で主食となっており、伝統的にサワーミルクの粥、ウガリ、ウムコンボティ（ビールの一種）などに使われている。

## パップとフースー
沸騰したお湯にミリミルを加え、加える量で粥や、より固いウガリを作る。粥を作る際には、クリーミーさを出すために牛乳を使うこともあり、できた粥はとろりとした食感が特徴で、アフリカ南部では朝食としてよく食べられている。ウガリは、肉料理や、野菜のレリッシュなどと一緒に食べられる。イタリアのポレンタと似ているが、アメリカ南部のグリッツのように、黄色いトウモロコシではなく白いトウモロコシが使われるのが特徴である。

## 栄養成分
ミリミルは、炭水化物、タンパク質、脂質、食物繊維を含む非常に高エネルギーな食品である。